# Antisymmetrisk matris
En antisymmetrisk matris, även kallat skevsymmetrisk matris, är inom linjär algebra en kvadratisk matris vars transponat även är dess negativ, dvs {\displaystyle A} är antisymmetrisk om {\displaystyle A^{T}=-A}, eller i komponentform: {\displaystyle a_{ij}=-a_{ji}}.
Matrisen nedan är antisymmetrisk.
{\displaystyle {\begin{pmatrix}0&3&2\\-3&0&-1\\-2&1&0\end{pmatrix}}}

## Egenskaper
Summor av antisymmetriska matriser och antisymmetriska matriser multiplicerade med någon skalär blir även de antisymmetriska matriser och alltså bildar mängden av alla antisymmetriska matriser (av samma format) ett vektorrum. Dimensionen av detta vektorrum är {\displaystyle {\frac {n(n-1)}{2}}} för matriser med format n×n.
Diagonalelementen i en antisymmetrisk matris måste vara noll och därför är även matrisspåret av antisymmetriska matriser noll.
En kvadratisk matris {\displaystyle A} kan delas upp i en antisymmetrisk del {\displaystyle B} och en symmetrisk del {\displaystyle C}:
{\displaystyle B={\frac {1}{2}}(A-A^{T})~~~C={\frac {1}{2}}(A+A^{T})~~A=B+C}.

### Determinant
Determinanten av en antisymmetrisk matris {\displaystyle A} är:
{\displaystyle \det A=\det(A^{T})=\det(-A)=(-1)^{n}\det A\,}
vilket för udda {\displaystyle n} ger att determinanten är noll. Detta är känt som Jacobis sats, efter Carl Gustav Jakob Jacobi.

### Spektralteori
Alla egenvärden till en antisymmetrisk matris kommer i positiva och negativa par, samt att om formatet på matrisen är udda finns det även ett egenvärde som är noll. Om matrisen är reell är även egenvärdena rent imaginära, dvs: {\displaystyle \pm i\lambda _{1},\pm i\lambda _{2},...} där alla {\displaystyle \lambda _{k}} är reella.
Alla reella antisymmetriska matriser är normala matriser, dvs de kommuterar med sitt transponat och kan alltså diagonaliseras {\displaystyle A=UDU^{H}} där U är en unitär matris, men eftersom egenvärdena inte är reella är inte D reell.